# Maria Ewa Łunkiewicz-Rogoyska
Maria Ewa Łunkiewicz-Rogoyska „Mewa” (ur. 5 kwietnia 1895 w Kudryńcach, zm. 4 września 1967 w Warszawie) – polska malarka, przedstawicielka międzywojennej i powojennej awangardy.

## Życiorys
Urodziła się w rodzinie inżyniera rolnika Stanisława Chmielowskiego i malarki Marii z Kłopotowskich. Była siostrą Teodora (1892–1920), majora artylerii Wojska Polskiego. Stryjem Marii Ewy był malarz Adam Chmielowski (późniejszy Brat Albert). W roku 1919 wyszła za mąż za Jerzego Antoniego Łunkiewicza, majora armii gen. Hallera. Rozwiodła się z nim w 1934 roku, używała jednak potem jego nazwiska sygnując swe prace. W latach 1921–1924, podczas pobytu z mężem w Paryżu, Łunkiewicz-Rogoyska studiowała malarstwo w École Nationale des Arts Décoratifs, gdzie pozostawała w kręgu Le Corbusiera, Pieta Mondriana, Amédée Ozenfanta, Michela Seuphora oraz grupy artystycznej Cercle et Carré. Prawdopodobnie w tamtym czasie poznała Henryka Stażewskiego. 
Była przedstawicielką puryzmu, a jej obrazy odznaczają się ładem, biegłością kompozycyjną i charakterystycznym płasko kładzionym kolorem. Po 1935 roku jej obrazy utrzymane są w stylu abstrakcji organicznej. Znaczna część jej dorobku artystycznego została utracona podczas II wojny światowej. Jej Autoportret z 1930 znajduje się w zbiorach Muzeum Narodowego w Warszawie.
Brała udział w Berlinie, na wystawie olimpijskiej 1936 roku.
Po wojnie artystka podjęła pracę w Wojskowym Instytucie Geograficznym, w którym pracowała do 1949. Malowała i rysowała w tym czasie ruiny miasta, opisywała topografię zniszczonej Warszawy, pozostałości budynków i miejsc. W 1946 wyszła za mąż za inżyniera Jana Zbigniewa Rogoyskiego (1902–1967). 
Maria Ewa Łunkiewicz-Rogoyska zmarła 4 września 1967 w Warszawie, kilka miesięcy po śmierci męża. Oboje zostali pochowani na cmentarzu Powązkowskim (kwatera 75-3-24), nagrobek artystki zaprojektował Henryk Stażewski.
Prace znajdują się w Muzeach Narodowych w Warszawie, Krakowie i Poznaniu, w Muzeum Sztuki w Łodzi, Muzeum im. Leona Wyczółkowskiego w Bydgoszczy, Muzeum w Lublinie, Muzeum Pomorza Środkowego w Słupsku.

## Ordery i odznaczenia
- Złoty Krzyż Zasługi (19 lipca 1955)[10]
- Srebrny Krzyż Zasługi (11 lipca 1955)[11]
- Medal 10-lecia Polski Ludowej (19 stycznia 1955)[12]